# バレーボールオマーン男子代表

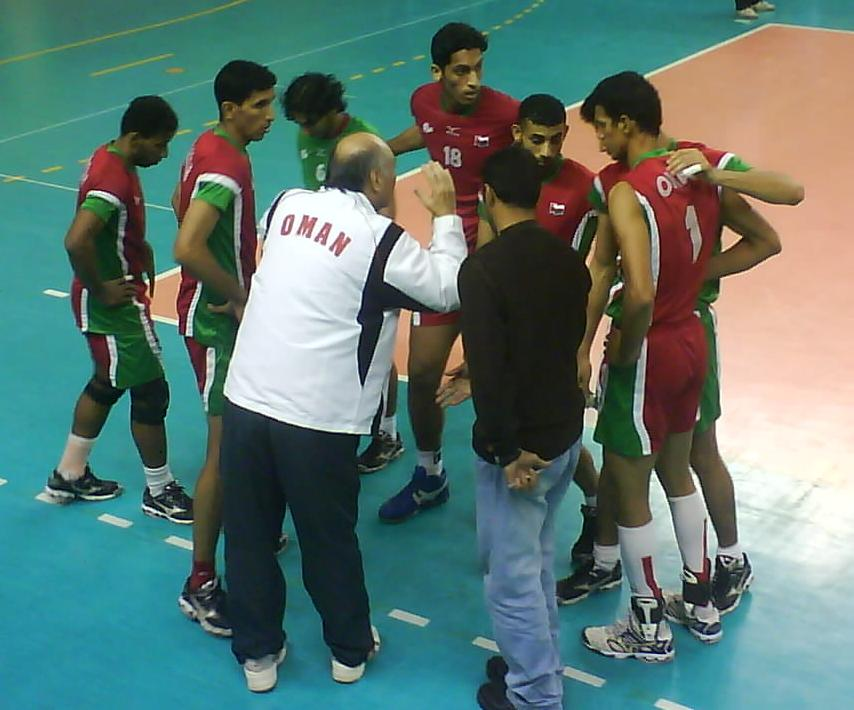
2008年ポーランドのクラブチーム・ラドムとの親善試合で勝利したオマーン男子代表

バレーボールオマーン男子代表（バレーボールオマーン だんしだいひょう）は、バレーボールの国際大会で編成されるオマーンの男子バレーボールナショナルチームである。

## 歴史
1978年に国際バレーボール連盟へ加盟。2000年代後半から世界選手権大陸予選に出場している新参チームである。2010年予選では1次ラウンドで同組のサウジアラビアとウズベキスタンの棄権により2次ラウンドへ進出した。2012年8月付のFIVBランキングは85位に付けている。

## 過去の成績

### オリンピックの成績
- 出場なし

### 世界選手権の成績
- 2006年 - アジア予選敗退
- 2010年 - アジア予選敗退

### アジア選手権の成績
- 出場なし